# سباستيان دومينغيز
سباستيان دومينغيز (بالإسبانية: Sebastián Enrique Domínguez)‏ هو لاعب كرة قدم أرجنتيني في مركزي قلب الدفاع والدفاع، ولد في 29 يوليو 1980 في بوينس آيرس في الأرجنتين. شارك مع منتخب الأرجنتين لكرة القدم. أما مع النوادي، فقد لعب مع إستوديانتيس دي لا بلاتا وفيليز سارسفيلد ونادي أمريكا ونادي كورينثيانز ونيولز أولد بويز.

## وصلات خارجية
- الموقع الرسمي
- سباستيان دومينغيز على موقع الاتحاد الدولي (مؤرشف)  (الإنجليزية)
- سباستيان دومينغيز على موقع قاعدة بيانات كرة القدم.إي يو (الإنجليزية)
- سباستيان دومينغيز على موقع ناشيونال فوتبول تيمز (الإنجليزية)
- سباستيان دومينغيز على موقع Soccerway.com (الإنجليزية)
- سباستيان دومينغيز على موقع AS.com (الإسبانية)